# Occella dodecaedron
Occella dodecaedron – gatunek morskiej ryby skorpenokształtnej z rodziny lisicowatych (Agonidae). 

## Występowanie
Występuje w północnym Pacyfiku od zatoki Kotzebue Sound do północnego Morza Japońskiego, Morza Ochockiego i wyspy Akun w archipelagu Aleutów. Jest rybą denną, żyje na głębokościach od 0 do 325 metrów p.p.m.

## Charakterystyka
Osiąga maksymalną długość 21,6 cm. Na płetwie piersiowej ma 5 rzędów czarniawobrązowych plam.